# Jiri Vlcek
Jiri Vlcek (eigentlich Jiří Vlček, * 27. Mai 1978 in Mladá Boleslav, Tschechoslowakei) ist ein ehemaliger italienischer Leichtgewichts-Ruderer.

## Sportliche Karriere
Jiří Vlček nahm als Mitglied des tschechischen Leichtgewichts-Doppelvierers an den Weltmeisterschaften 2000 teil und belegte mit seiner Crew den 13. Platz.
Ab 2005 startete der 1,80 m große Jiri Vlcek für Italien. Als Mitglied des italienischen Leichtgewichts-Achters siegte er bei der Weltcup-Regatta in Luzern. Bei den Weltmeisterschaften in Gifu gewann der italienische Achter den Titel mit zehn Sekunden Vorsprung vor dem Boot der japanischen Gastgeber. Im Jahr darauf verteidigten die Italiener ihren Titel bei den Weltmeisterschaften 2006 in Eton, wobei außer Vlcek auch Luigi Scala, Martino Goretti, Michele Savrie und Fabrizio Gabriele bei beiden Titelgewinnen dabei waren. 2007 bildeten Jiri Vlcek, Catello Amarante, Salvatore Amitrano und Bruno Mascarenhas einen Leichtgewichts-Vierer ohne Steuermann. Bei den Weltmeisterschaften in München gewannen die Italiener die Bronzemedaille hinter den Briten und den Franzosen. Drei Wochen nach den Weltmeisterschaften wurden auf dem Maltasee in Posen die Europameisterschaften 2007 ausgetragen, die ersten Europameisterschaften seit 1973. Die Italiener gewannen den Titel vor den Serben und den Russen. 2008 belegte der italienische Vierer beim Weltcup in Posen in der gleichen Besetzung wie im Vorjahr den zweiten Platz hinter den Franzosen. Bei den Olympischen Spielen in Peking erreichten die Italiener nur das B-Finale und belegten in der Gesamtwertung den siebten Platz.
2009 ruderte Vlcek im Weltcup im Leichtgewichts-Vierer und im Leichtgewichts-Zweier, bei den Weltmeisterschaften 2009 in Posen trat er wieder mit dem Achter an und gewann seinen dritten Weltmeistertitel. 2010 startete er wieder im Leichtgewichts-Vierer. Vlcek, Daniele Danesin, Andrea Caianiello und Martino Goretti erreichten den vierten Platz bei den Europameisterschaften in Montemor. Bei den Weltmeisterschaften in Neuseeland belegten die Italiener den sechsten Platz. 2011 kehrte Jiri Vlcek in den Leichtgewichts-Achter zurück. Hinter dem australischen Boot gewann die Italiener die Silbermedaille bei den Weltmeisterschaften 2011 in Bled. Ein Jahr später siegten bei den Weltmeisterschaften in Plowdiw die Deutschen vor den Italienern. Nach einem siebten Platz im Leichtgewichts-Vierer bei den Weltmeisterschaften 2013 erruderte Vlcek zum Abschluss seiner Karriere bei den Weltmeisterschaften 2014 noch einmal Silber im Leichtgewichts-Achter.